# Landtagswahl in Hessen 2009
- Linke: 6
- SPD: 29
- Grüne: 17
- FDP: 20
- CDU: 46

- Regierung: 66
- Opposition: 52

Die Wahlen zum 18. Hessischen Landtag fanden am 18. Januar 2009 statt. Sie waren vorgezogene Wahlen, die infolge der Selbstauflösung des Landtags am 19. November 2008 wegen der nach der Landtagswahl im Januar 2008 gescheiterten Regierungsbildung angesetzt worden waren.
Als stärkste Partei ging die CDU mit 37,2 % aus den Wahlen hervor. Die SPD verlor stark und erreichte mit 23,7 % ihr historisch schlechtestes Ergebnis in Hessen. Die CDU konnte trotz der großen Verluste der SPD, die im zweistelligen Prozentbereich lagen, ihren Wähleranteil nur leicht ausbauen. Dagegen erzielten FDP (16,2 %) und Grüne (13,7 %) für ihre Verhältnisse außergewöhnlich hohe Stimmanteile und -zuwächse. Der Linken gelang mit 5,4 % der erneute Einzug in den Landtag.
Im neuen Landtag ergab sich eine Mehrheit für eine schwarz-gelbe Koalition aus CDU und FDP, sodass Roland Koch im Kabinett Koch III erneut Ministerpräsident wurde.

## Ausgangssituation

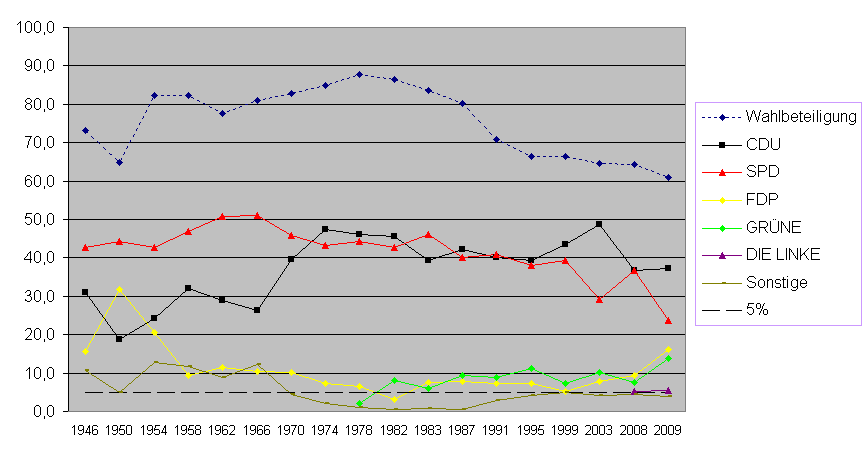
Prozentuale Entwicklung der Stimmenverteilung in den Landtagswahlen in Hessen seit 1946

Prozentuales Ergebnis der Landtagswahl 2008

Sitzverteilung nach der Landtagswahl 2008

Bei der Landtagswahl im Jahr 2008 hatte die CDU die absolute Mehrheit der Mandate verloren. Sie lag nunmehr mit der SPD gleichauf und erreichte mit 42 Mandaten die gleiche Anzahl an Sitzen, holte jedoch mit 36,8 % etwa 0,1 % mehr Wählerstimmen ein. Die Linke zog mit 5,1 % der Stimmen erstmals in den Hessischen Landtag ein. Weder kam die CDU zusammen mit ihrem Wunschpartner FDP auf die zur Regierungsbildung erforderliche absolute Mehrheit, noch konnte die SPD gemeinsam mit den Grünen die Regierung Koch ablösen. Die SPD hatte vor der Wahl eine Zusammenarbeit mit der Linkspartei ausgeschlossen und die Grünen lehnten eine Koalition mit der CDU ab.
Nur im Zuge einer Zurücknahme der im Vorfeld der Landtagswahl von den Parteien getroffenen Koalitionsaussagen war die Wahl eines neuen Ministerpräsidenten und die Bildung einer neuen Landesregierung möglich. Dieser als „hessische Verhältnisse“ schon 1982 nach dem erstmaligen Einzug der Grünen in den Landtag bekannt gewordene Zustand kam so zu einer Neuauflage: Roland Koch konnte auch nach der konstituierenden Sitzung des neuen Landtags am 5. April 2008 sein Amt als Ministerpräsident weiter ausüben, jedoch nur noch geschäftsführend.

### Bildung einer rot-grünen Minderheitsregierung – erster Anlauf
Am 4. März gab die Spitzenkandidatin der SPD, Andrea Ypsilanti, die Absage an eine Kooperation mit der Linkspartei auf. Sie strebte jetzt eine rot-grüne Minderheitsregierung unter Tolerierung der Linkspartei an. Trotz innerparteilicher Kritik konnte sie die Landtagsfraktion zunächst von ihrem Plan überzeugen. Dieser wurde jedoch schließlich am 7. März durch die Abgeordnete Dagmar Metzger vereitelt, die ankündigte, Ypsilanti am 5. April aus Gewissensgründen nicht die Stimme zu geben. Damit war die ohnehin mit zwei Stimmen recht geringe Mehrheit für Ypsilanti im Landtag noch weiter auf einen Sitz zusammengeschrumpft. Daraufhin gab Ypsilanti ihren Plan, sich als Ministerpräsidentin zur Wahl zu stellen, zunächst auf; die Koalitionsverhandlungen mit den Grünen wurden abgebrochen.

### Bildung einer rot-grünen Minderheitsregierung – zweiter Anlauf
Um dennoch eine Ablösung der Regierung Koch zu erreichen, wollte Ypsilanti ihren Schritt nunmehr durch eine breite innerparteiliche Diskussion mit mehreren Regionalkonferenzen abgesichert wissen. Nach Beendigung dieser Reflexionsphase, bei der sich eine große Mehrheit für eine rot-grüne Regierungsbildung mithilfe der Linkspartei abzeichnete, fanden im Oktober erneut Koalitionsverhandlungen zwischen SPD und Grünen statt. Am 1. November stimmte der Landesparteitag der SPD in Fulda dem Koalitionsvertrag zu, am 2. November gaben die Grünen auf ihrer Landesmitgliederversammlung ihre Zustimmung. Für den 4. November war die Wahl Ypsilantis zur hessischen Ministerpräsidenten angesetzt.
Einen Tag vor der Wahl kündigten jedoch überraschend drei weitere, dem rechten Parteiflügel zuzurechnende Landtagsabgeordnete der SPD, Jürgen Walter, Carmen Everts und Silke Tesch, an, das Projekt einer rot-grünen Landesregierung unter Tolerierung der Linken aus Gewissensgründen und wegen ihrer Ablehnung des Koalitionsvertrages nicht mitzutragen. Sie hatten Ypsilanti in einer Probeabstimmung wenige Tage zuvor die Zustimmung noch nicht verweigert. Somit wäre die Wahl Andrea Ypsilantis im zweiten Anlauf wohl gescheitert, da die erforderliche Landtagsmehrheit um drei Stimmen unterschritten worden wäre. Ypsilanti trat nicht zur Wahl an.

### Vorgezogene Neuwahlen
Schnell nach dem Scheitern der Regierungsbildung am 3. November kündigten CDU, FDP, Grüne und Die Linke sowie schließlich auch die SPD an, den Landtag auflösen zu wollen und Neuwahlen im Januar 2009 anzustreben. Die Selbstauflösung des Hessischen Landtags war gemäß Art. 80 der Hessischen Verfassung mit der einfachen Mehrheit der Mitglieder des Landtags möglich, die Neuwahl musste dann binnen 60 Tagen erfolgen.
Am 19. November wurde die Selbstauflösung mit den Stimmen der 99 anwesenden Mitglieder des Hessischen Landtags (von insgesamt 110) beschlossen. Die Landesregierung legte daraufhin den Termin der Neuwahl auf den 18. Januar fest.
Die SPD gab am 8. November bekannt, dass Andrea Ypsilanti nicht mehr als Spitzenkandidatin für die Wahlen im darauffolgenden Jahr antreten werde. Stattdessen werde der Landtagsabgeordnete Thorsten Schäfer-Gümbel die Kandidatur übernehmen. Die CDU schickte wie schon zur letzten Wahl ihren Parteivorsitzenden und seit 1999 amtierenden hessischen Ministerpräsidenten Roland Koch ins Rennen.
Die SPD hatte anders als vor der Wahl im Januar 2008 keine Koalitionsaussagen getroffen. Roland Koch kündigte dagegen an, dass seine Partei nur mit der FDP koalieren werde.

## Teilnehmende Parteien
Folgende Parteien traten zur Landtagswahl an:
| Abkürzung       | Vollständige Bezeichnung                    | Spitzenkandidat (Alter in Jahren) | Ergebnis 2008 in % |
| --------------- | ------------------------------------------- | --------------------------------- | ------------------ |
| CDU             | Christlich-Demokratische Union Deutschlands | Roland Koch (50)                  | 36,8               |
| SPD             | Sozialdemokratische Partei Deutschlands     | Thorsten Schäfer-Gümbel (39)      | 36,7               |
| FDP             | Freie Demokratische Partei                  | Jörg-Uwe Hahn (52)                | 9,4                |
| Grüne           | Bündnis 90/Die Grünen                       | Tarek Al-Wazir (38)               | 7,5                |
| DIE LINKE.      | Die Linke                                   | Willi van Ooyen (61)              | 5,1                |
| REP             | Die Republikaner                            | Haymo Hoch (55)                   | 1,0                |
| FW FREIE WÄHLER | Freie Wähler Hessen                         | Walter Öhlenschläger (51)         | 0,9                |
| NPD             | Nationaldemokratische Partei Deutschlands   | Jörg Krebs (33)                   | 0,9                |
| PIRATEN         | Piratenpartei Deutschland                   | Nicole Hornung (50)               | 0,3                |
| BüSo            | Bürgerrechtsbewegung Solidarität            | Alexander Hartmann (47)           | 0,0                |

## Wahlkampf

CDU-Plakat

SPD-Plakat

FDP-Slogan

Grünen-Slogan

Der Wahlkampf fiel zeitlich sehr kurz aus. Neben der geringen Vorbereitungszeit durch den außerplanmäßigen Termin stand der Wahlkampf in der Adventszeit im Konflikt mit der vorweihnachtlichen Stimmung. Von den im Landtag vertretenen Parteien wurden daher im Dezember keine Aussagen, sondern lediglich Neujahrswünsche plakatiert. Einzige Ausnahme war die SPD, die bereits mit inhaltlichen Aussagen bezüglich ihrer Wahlkampfthemen Energiewende, Schulpolitik und Mindestlöhne auf sich aufmerksam machte.
Die Union setzte im Wahlkampf vor allem auf das Thema Wirtschaft und Stabilität. Neben der Befürwortung des Ausbaus der Flughäfen in Frankfurt und Kassel sowie von Straßenbauprojekten in Nordhessen versuchte sich die CDU als diejenige Partei darzustellen, die die Auswirkungen der seit dem Herbst 2008 sich verschärfenden Finanzkrise am besten bewältigen könne.
Die FDP betonte im Wahlkampf, dass sie entsprechend der vor der vorangegangenen Wahl abgegebenen Wahlaussage, keine Ampelkoalition einzugehen, gehandelt habe. Der Slogan „Unser Wort gilt“ sollte gleichzeitig den Kontrast zur SPD deutlich machen.
Zwei Wochen vor der Landtagswahl erklärte der SPD-Generalsekretär und Wahlkampfleiter Norbert Schmitt seinen Rücktritt für Anfang Februar. In der Linken führten gleichzeitig innerparteiliche Konflikte zum Austritt einer Reihe von Mitgliedern, darunter des kurzzeitigen Spitzenkandidaten zur Landtagswahl von 2008 Pit Metz.

## Meinungsumfragen
Eine Meinungsumfrage von Infratest dimap im Auftrag des Hessischen Rundfunks vom 6. November 2008 ergab, dass 79 % der Wähler Neuwahlen befürworteten. Die Umfrage erfolgte unmittelbar nach dem Scheitern des Versuchs einer Regierungsbildung durch Andrea Ypsilanti. In dieser Umfrage erhielten CDU (41 %) und FDP (11 %) eine deutliche Mehrheit. Für die SPD sprachen sich 27 % der Wähler aus. Dies waren fast 10 Prozentpunkte weniger als bei der Landtagswahl 2008. Während die Grünen mit 12 % von den Verlusten der SPD profitieren würden, lag die Linke weiterhin bei 5 %. Ein Einzug in den Landtag stand nach dieser Umfrage auf der Kippe.
Auch in einer zweiten Umfrage von Infratest dimap vom 4. Dezember 2008 erhielt die CDU 41 % und die FDP 13 % (+2); die Grünen verbesserten sich auf 14 % (+2), die SPD fiel auf 23 % (−4) und die Linke kam auf 6 %.
| [ 11 ] [ 12 ]     | Infratest | F. W.    | Forsa    | Emnid    | GMS      | Infratest | F. W.    | Forsa    | Wahl     |
| ----------------- | --------- | -------- | -------- | -------- | -------- | --------- | -------- | -------- | -------- |
| Datum             | 04.12.08  | 05.12.08 | 16.12.08 | 18.12.08 | 19.12.08 | 08.01.09  | 10.01.09 | 14.01.09 | 18.01.09 |
| CDU               | 41 %      | 41 %     | 42 %     | 43 %     | 41 %     | 42 %      | 41 %     | 41 %     | 37 %     |
| SPD               | 23 %      | 26 %     | 23 %     | 24 %     | 25 %     | 24 %      | 25 %     | 24 %     | 24 %     |
| FDP               | 13 %      | 12 %     | 13 %     | 13 %     | 13 %     | 13 %      | 13 %     | 15 %     | 16 %     |
| Grüne             | 14 %      | 12 %     | 12 %     | 11 %     | 13 %     | 13 %      | 13 %     | 13 %     | 14 %     |
| Die Linke         | 6 %       | 5 %      | 6 %      | 5 %      | 5 %      | 5 %       | 5 %      | 4 %      | 5 %      |
| Sonstige Parteien | 3 %       | 4 %      | 4 %      | 4 %      | 3 %      | 3 %       | 3 %      | 3 %      | 4 %      |

## Ergebnis

Wahlkreisergebnis

Die Wahlbeteiligung lag bei 61 Prozent und war damit die niedrigste seit 1946. Fünf Parteien zogen in den neuen Landtag ein.
Als stärkste Partei ging die CDU mit 37,2 % aus den Wahlen hervor. Die SPD verlor stark und erreichte mit 23,7 % ihr historisch schlechtestes Ergebnis in Hessen. Die CDU konnte trotz der großen Verluste der SPD, die im zweistelligen Prozentbereich lagen, ihren Wähleranteil nur leicht ausbauen. Dagegen erzielten FDP (16,2 %) und Grüne (13,7 %) für ihre Verhältnisse außergewöhnlich hohe Stimmanteile und -zuwächse. Der Linken gelang mit 5,4 % der erneute Einzug in den Landtag.
Wegen der niedrigeren Wahlbeteiligung konnten sowohl die CDU als auch Die Linke ihren Stimmenanteil steigern, obwohl ihre Stimmenzahl zurückging.
Erstmals in der Geschichte der Landtagswahlen in Hessen ergaben sich Überhang- und Ausgleichsmandate. Dadurch hatte der Landtag nun 118 Mitglieder anstelle von bisher 110. Von den 8 zusätzlichen Mandaten entfielen 4 Überhangmandate auf die CDU, zwei Ausgleichsmandate auf die SPD und je ein Ausgleichsmandat auf FDP und Grüne.
| Listen                       | Listen            | Wahlkreisstimmen | Wahlkreisstimmen | Wahlkreisstimmen | Wahlkreisstimmen | Landesstimmen | Landesstimmen | Landesstimmen | Landesstimmen | Mandate | Mandate |
| Listen                       | Listen            | Stimmen          | %                | +/-              | Mandate          | Stimmen       | %             | +/-           | Mandate       | Anzahl  | +/-     |
| ---------------------------- | ----------------- | ---------------- | ---------------- | ---------------- | ---------------- | ------------- | ------------- | ------------- | ------------- | ------- | ------- |
|                              | CDU               | 1.083.174        | 42,0             | +2,9             | 46               | 963.763       | 37,2          | +0,4          | –             | 46      | +4      |
|                              | SPD               | 767.068          | 29,7             | –8,6             | 9                | 614.648       | 23,7          | –13,0         | 20            | 29      | –13     |
|                              | FDP               | 304.755          | 11,8             | +4,6             | –                | 420.426       | 16,2          | +6,8          | 20            | 20      | +9      |
|                              | GRÜNE             | 274.492          | 10,6             | +3,1             | –                | 356.040       | 13,7          | +6,2          | 17            | 17      | +8      |
|                              | DIE LINKE         | 117.300          | 4,5              | +0,6             | –                | 139.074       | 5,4           | +0,2          | 6             | 6       | –       |
|                              | FREIE WÄHLER      | 3.997            | 0,2              | –1,2             | –                | 42.153        | 1,6           | +0,7          | –             | –       | –       |
|                              | NPD               | 18.898           | 0,7              | +0,1             | –                | 22.172        | 0,9           | ±0,0          | –             | –       | –       |
|                              | REP               | 7.685            | 0,3              | –1,1             | –                | 15.664        | 0,6           | –0,4          | –             | –       | –       |
|                              | PIRATEN           | –                | –                | N/A              | –                | 13.796        | 0,5           | +0,3          | –             | –       | –       |
|                              | BüSo              | 962              | 0,0              | ±0,0             | –                | 4.136         | 0,2           | +0,1          | –             | –       | –       |
|                              | Sonstige          | 2.093            | 0,1              | +0,1             | –                | –             | –             | –             | –             | –       | –       |
| Gesamt                       | Gesamt            | 2.580.424        | 100              |                  | 55               | 2.591.872     | 100           |               | 63            | 118     | +8      |
|                              |                   |                  |                  |                  |                  |               |               |               |               |         |         |
| Ungültige Stimmen            | Ungültige Stimmen | 89.961           | 3,4              | +0,5             |                  | 78.513        | 2,9           | +0,5          |               |         |         |
| Wähler                       | Wähler            | 2.670.385        | 61,0             | –3,3             |                  | 2.670.385     | 61,0          | –3,3          |               |         |         |
| Wahlberechtigte              | Wahlberechtigte   | 4.375.286        |                  |                  |                  | 4.375.286     |               |               |               |         |         |
|                              |                   |                  |                  |                  |                  |               |               |               |               |         |         |
| Quelle: Der Landeswahlleiter |                   |                  |                  |                  |                  |               |               |               |               |         |         |

Die gewählten Abgeordneten sind in der Liste der Mitglieder des Hessischen Landtags (18. Wahlperiode) aufgeführt.

## Konsequenzen

### Hessen
Aufgrund der Zuwächse der FDP bei der Landtagswahl ergab sich eine deutliche Mehrheit für eine Schwarz-Gelbe Koalition im Landtag, welche die seit der Landtagswahl 2008 bestehende Pattsituation mit einer lediglich geschäftsführenden Landesregierung durchbrach. Am 5. Februar 2009 wurde Roland Koch erneut zum Ministerpräsidenten einer christlich-liberalen Koalition gewählt und das Kabinett Koch III mit 3 Ministern der FDP und 7 der CDU vereidigt.
Noch am Wahlabend übernahm Andrea Ypsilanti die Verantwortung für die Wahlniederlage der SPD und trat als Partei- und Fraktionsvorsitzende zurück. Nachfolger wurde in beiden Ämtern der Spitzenkandidat Thorsten Schäfer-Gümbel.

### Bundesweit
Mit der Regierungsbeteiligung der FDP in Hessen ab Anfang Februar verlor die Große Koalition im Bund die Mehrheit im Bundesrat. Die rechnerische Mehrheit für eine Wiederwahl von Horst Köhler bei der Wahl des deutschen Bundespräsidenten 2009 in der Bundesversammlung wurde leicht gestärkt.